# Cyrtopogon anomalus
Cyrtopogon anomalus là một loài ruồi trong họ Asilidae. Cyrtopogon anomalus được Cole miêu tả năm 1919. Loài này phân bố ở vùng Tân Bắc giới.